# Andrew Stockdale
Andrew James Stockdale (Brisbane, 20 luglio 1976) è un cantante e chitarrista australiano.
È il fondatore e unico membro stabile dei Wolfmother. Prima di fondare il gruppo, studiò a Brisbane e conseguì la laurea in fotografia alla RMIT University.

## Strumenti
Andrew suona chitarre Gibson, solitamente "SG 60's" edizioni. Spesso ha utilizzato anche Gibson Dot Studio ES-335, Gibson Flying V e Gibson EDS-1275. Negli ultimi tempi ha cominciato ad utilizzare microfoni Hohner Blues Master Harmonica.

## Collaborazioni
Nel 2010 ha collaborato con il famoso chitarrista Slash per incidere una canzone nell'omonimo disco, cantando By the Sword.

## Discografia

### Wolfmother
- 2005 - Wolfmother
- 2009 - Cosmic Egg
- 2014 - New Crown
- 2016 - Victorius

### Solista
- 2013 - Keep Moving